# الجرف (القطن)

تعديل مصدري - تعديل

الجرف هي إحدى قرى عزلة وادي سر بمديرية القطن التابعة لمحافظة حضرموت، بلغ تعداد سكانها 128 نسمة حسب تعداد اليمن لعام 2004.